# Andrews Ridge
Andrews Ridge ist ein sanfter Bergkamm im ostantarktischen Viktorialand. Er ragt als nördlicher Arm des Nussbaum-Riegel mit östlicher Ausdehnung südlich des Suess-Gletscher und des Tschadsees im Taylor Valley auf.
Der britische Geologe Thomas Griffith Taylor (1880–1963), Teilnehmer der Terra-Nova-Expedition (1910–1913) unter der Leitung des Polarforschers Robert Falcon Scott, benannte den Bergkamm nach dem australischen Geologen Ernest Clayton Andrews (1870–1948).